# أليكسي تشيركاسكي
الأمير أليكسي ميخائيلوفيتش تشيركاسكي أو تشيركاسكي ( (بالروسية: Алексей Михайлович Черкасский)‏،(1680 – 1742) كان مستشار الإمبراطورية الروسية في بداية عهد الإمبراطورة إليزابيث.  

## حياته
ينحدر الأمير تشيركاسكي من عائلة غنية في روسيا تعود أصولها إلى حكام شركيسيا ذوي السيادة، لها علاقة بالأمير ألكسندر بيكوفيتش-تشيركاسكي. يُترجم لقبه إلى "الشركسي".
شغل الأمير في عام 1702 منصب كبير ستولنيك (المساعد الشخصي للقيصر) وسرعان ما تم تعيينه لمساعدة والده الأمير ميخائيل ياكوفليفيتش تشيركاسكي، الذي كان حاكمًا في توبولسك. خدم تشيركاسكي في عهد والده لمدة 10 سنوات، وفي عام 1714 استُدعي إلى سانت بطرسبورغ، حيث عُيّن عضواً في لجنة البناء الحضري.
أرسله بطرس الأكبر إلى سيبيريا حاكماً لها في عام 1719و في عام 1726 أصبح عضواً في مجلس الشيوخ. أثناء انتخاب آنا إيفانوفنا للعرش الروسي في عام 1730، كان في روسيا من حيث عدد الأقنان الذي كان يمتلكه في ذلك الوقت، مسؤولاً عن حزب النبلاء، الذي كان معارضًا للفيرخوفنيكي ( أعضاء المجلس الأعلى الخاص ).